# Marienkirche (Ilsenburg)

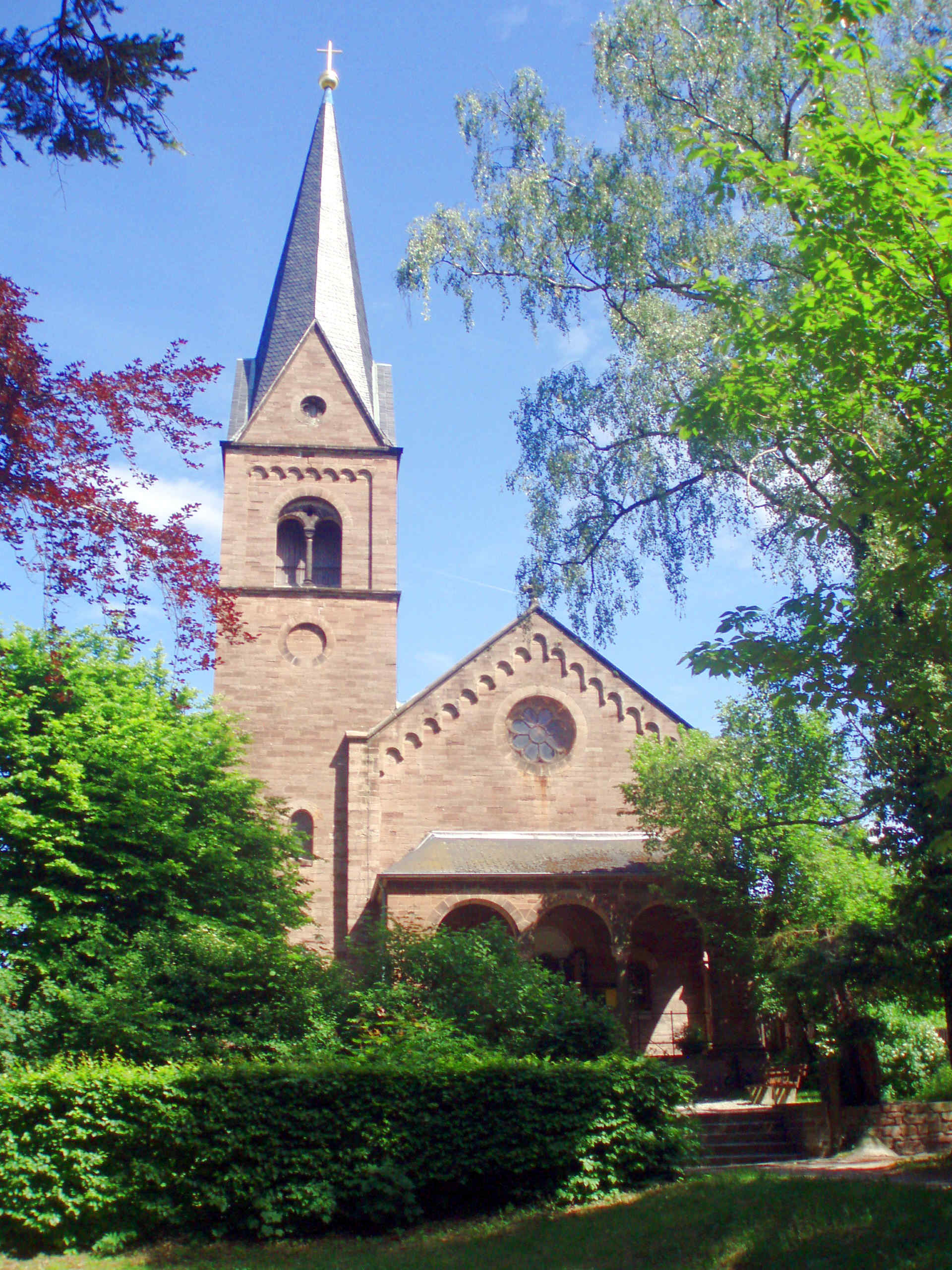
Marienkirche Ilsenburg, Portalfront und Turm

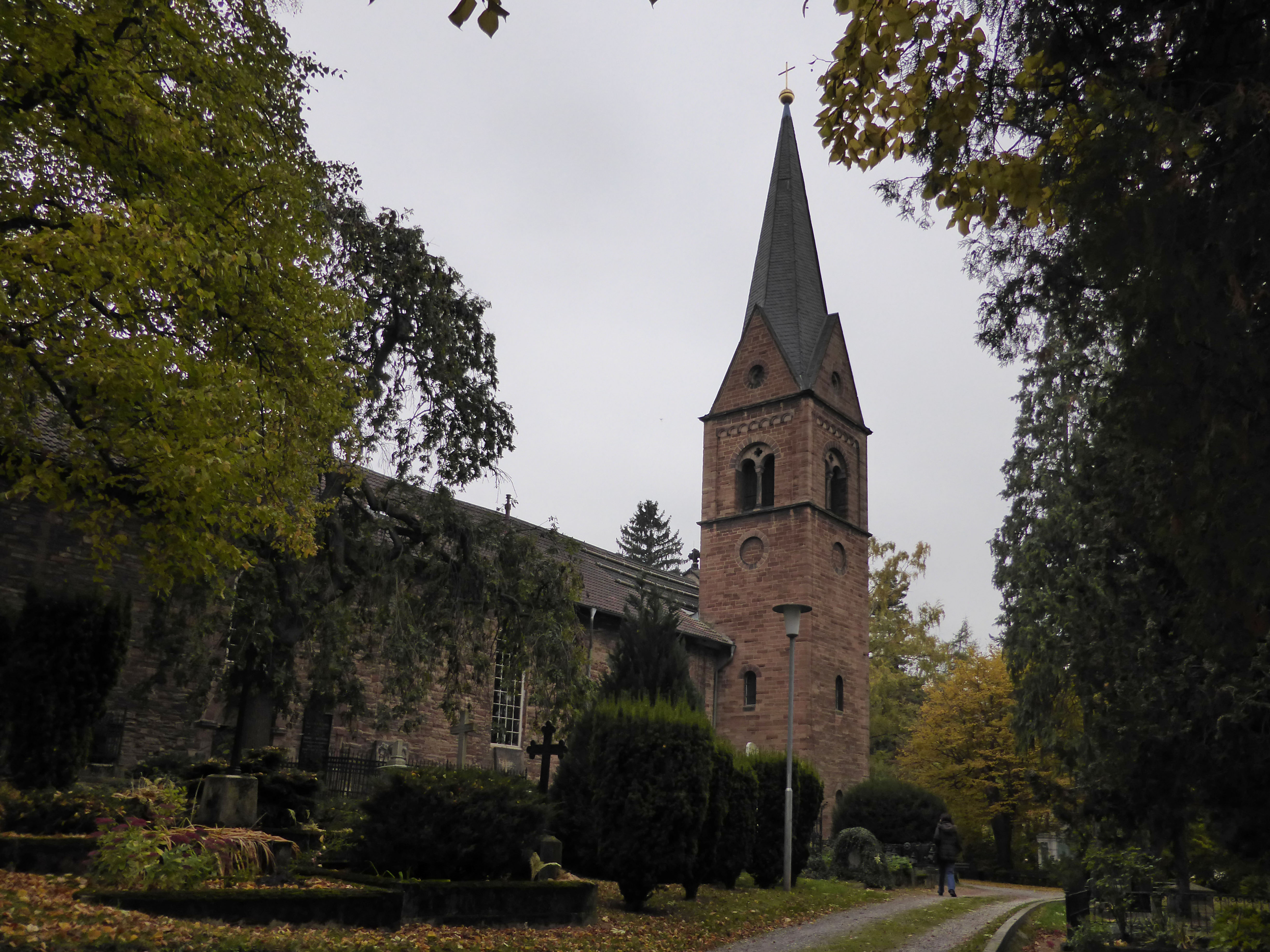
Südostansicht

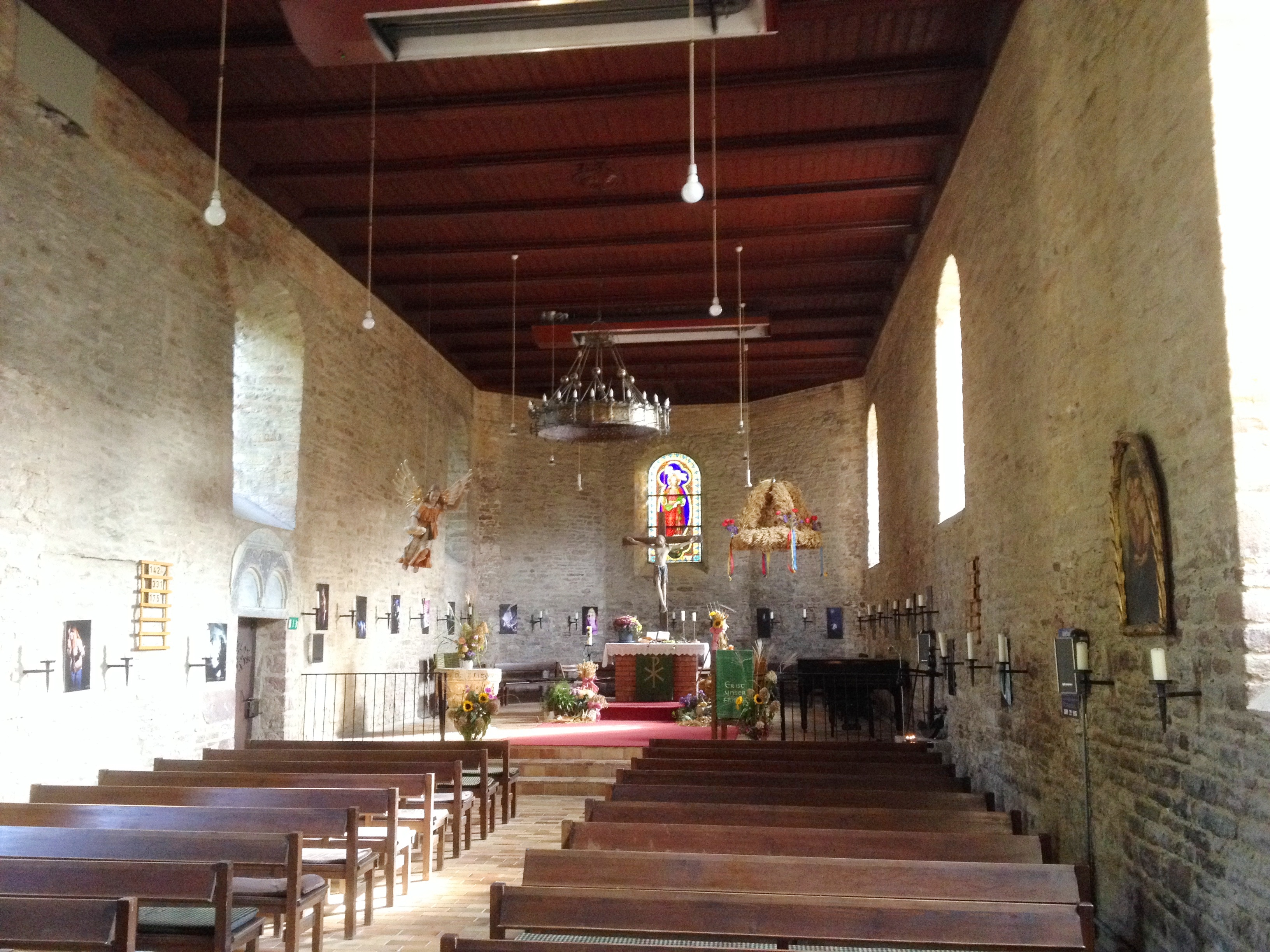
Innenraum

Die Marienkirche ist die evangelische Pfarrkirche von Ilsenburg im Landkreis Harz in Sachsen-Anhalt. Sie geht zurück auf eine Gründung der benachbarten Benediktinerabtei Ilsenburg im 12. Jahrhundert. Die heutige Außengestalt stammt größtenteils aus dem späten 19. Jahrhundert.

## Geschichte
Ein Schriftstück des Klosters von 1131 besagt: ecclesia hospitalis in honorem sanctae dei genitricis consecrata – „die Hospitalkirche zu Ehren der heiligen Gottesmutter geweiht“. Diese dem Kloster inkorporierte Kranken- oder Pilgerkirche diente sehr früh auch als Kirche für die Klosterbedienten und die entstehende dörfliche Siedlung. Als Seelsorger fungierten anfangs Konventualen des Klosters, später Weltpriester. Als Pfarrei ist Ilsenburg erstmals 1480 dokumentiert. Mit der Einführung der Reformation in der Grafschaft Wernigerode wurden Kloster und Pfarrkirche in den 1530er Jahren lutherisch.
In den 1870er Jahren wurde die Kirche im neuromanischen Stil unter Verwendung von Teilen der alten Bausubstanz erneuert. Der Saalkirche wurde eine repräsentative Vorhalle angefügt. Der hohe Glockenturm entstand 1879. Die Entwürfe stammten von Carl Frühling (1839–1912). Nach dem Zweiten Weltkrieg wurde im Inneren das Mauerwerk freigelegt.

## Ausstattung
Zur Ausstattung gehören ein mittelalterlicher Crucifixus, ein Bildfenster Verkündigung an Maria von 1499, ein barocker Taufengel, ein neugotisches Apsisfenster Der auferstandene Christus und ein Porträtgemälde des Superintendenten und Liederdichters Heinrich Georg Neuss († 1716). 
Der Taufstein trägt die Inschrift
Qui crediderit et baptizatus fuerit salvus erit · Anno Domini 1551 · Theodericus Abbas
„Wer glaubt und getauft wird, wird gerettet werden. Im Jahr des Herrn 1551. Abt Theodericus“.
Über dem Nordausgang ist als Spolie ein Doppeltympanon mit floralen Ornamenten eingefügt, das vielleicht aus dem Orient stammt.